# Tomb Raider I–III Remastered
Tomb Raider I–III Remastered est un jeu vidéo d'action-aventure développé et publié par Aspyr, sorti en février 2024 sur Nintendo Switch, PlayStation 4, PlayStation 5, Microsoft Windows, Xbox One et Xbox Series.
Le jeu reprend la trame des trois premiers opus de la série originale Tomb Raider avec des graphismes remasterisé pour les consoles actuels. Dans le jeu, le joueur peut alterner entre les graphismes remasterisés et les graphismes de l’époque (avec un petit lissage).

## Accueil
- Gameblog : 7/10[2]